# Trifosfato de uridina
O trifosfato de uridina é um trifosfato de nucleosídeo. O UTP consiste em açúcar ribose e três grupos fosfato, e o nucleosídeo uracil é a base de sua molécula. Seu principal papel é como substrato para a síntese de RNA durante a transcrição. UTP é o precursor da produção de CTP.